# FK Zvezda Perm
Ne pas confondre avec le Zvezda 2005, club de football féminin situé dans la même ville.
Maillots
Le Zvezda Perm (russe : «Звезда» Пермь) est un club de football russe fondé en 1932 et basé à Perm.
Il disparaît dans un premier temps en 1996 au profit des deux autres clubs du Dinamo et de l'Amkar Perm avant d'être refondé en juin 2018 à la suite de la disparition de ce dernier. Il reste en activité quatre ans avant d'être dissous une nouvelle fois en juin 2022.

## Histoire
Fondé en 1932 par les employés de l'usine de fabrication de moteurs du district de Sverdlovsk à Perm, le club découvre le professionnalisme dans un premier temps en 1945, année qui le voit rejoindre la deuxième division soviétique. En dehors d'une brève période d'inactivité entre 1949 et 1953, le Zvezda évolue de manière perpétuelle entre le deuxième et le troisième échelon durant le reste de sa période soviétique. Il remporte alors notamment la coupe de la RSFS de Russie à deux reprises en 1952 et 1987.
Après la dissolution de l'Union soviétique, le club, qui évoluait en troisième division, est directement promu dans la nouvelle deuxième division russe en 1992, où il se maintient trois années avant de descendre en troisième division en 1994. Après une seule année à cet échelon, qui se conclut par une deuxième relégation consécutive, il est dissous au profit de l'Amkar Perm et du Dinamo Perm,.
Le nom du club est réutilisé à partir de 2005 lorsque l'Amkar finance la création d'une équipe de football féminin sous le nom Zvezda 2005.
À la suite de la disparition de l'Amkar en juin 2018, le Zvezda est refondé le même mois à l'initiative de deux anciens joueurs du club : Konstantin Paramonov, qui y a évolué de 1991 à 1995 et en devient l'entraîneur principal, et Aleksei Popov, qui y a joué lors de la saison 1995 et intègre l'encadrement technique du club. Le budget de l'équipe pour sa première saison en troisième division est de 45 millions de roubles,.
Dans les années qui suivent, le Zvezda se maintient dans le haut de classement de son groupe de troisième division avant d'annoncer sa dissolution le 5 juin 2022 au terme de l'exercice 2021-2022.

## Bilan sportif

### Palmarès
| Période russe | Période soviétique |
| - Coupe de Russie - Phase de groupes : 2020. - Championnat de Russie de D2 - Troisième : 1992. - Championnat de Russie de D3 - Sixième : 2019 et 2020. | - Coupe d'Union soviétique - Huitièmes de finale : 1966 et 1975. - Championnat d'Union soviétique de D2 - Deuxième : 1960. - Championnat d'Union soviétique de D3 - Vainqueur de la phase finale : 1971 et 1987. - Vainqueur de groupe : 1971, 1978, 1985 et 1987. |

### Classements en championnat
La frise ci-dessous résume les classements successifs du club en championnat d'Union soviétique.
La frise ci-dessous résume les classements successifs du club en championnat de Russie.

### Bilan par saison
Légende
- Promotion en division supérieure
- Relégation en division inférieure

| Saison    | Championnat        | Championnat       | Championnat       | Championnat       | Championnat       | Championnat       | Championnat       | Championnat       | Championnat       | Championnat       | Coupe d'URSS          |
| Saison    | Division           | Pos               | Pts               | J                 | V                 | N                 | D                 | BP                | BC                | Diff              | Coupe d'URSS          |
| --------- | ------------------ | ----------------- | ----------------- | ----------------- | ----------------- | ----------------- | ----------------- | ----------------- | ----------------- | ----------------- | --------------------- |
| 1945      | 2e                 | 9e                | 16                | 17                | 7                 | 2                 | 8                 | 33                | 30                | +3                | Seizièmes de finale   |
| 1946      | 2e Est             | 9e                | 17                | 24                | 7                 | 3                 | 14                | 33                | 53                | -20               | —                     |
| 1947      | 2e Russie 2        | 3e                | 24                | 18                | 9                 | 6                 | 3                 | 43                | 24                | +19               | —                     |
| 1948      | 2e Russie 2        | 4e                | 30                | 24                | 12                | 6                 | 6                 | 54                | 30                | +24               | —                     |
| 1949      | 2e Russie 2        | 4e                | 34                | 26                | 14                | 6                 | 6                 | 56                | 34                | +22               | Seizièmes de finale   |
| 1950-1951 | Championnat local  | Championnat local | Championnat local | Championnat local | Championnat local | Championnat local | Championnat local | Championnat local | Championnat local | Championnat local | —                     |
| 1952      | Championnat local  | Championnat local | Championnat local | Championnat local | Championnat local | Championnat local | Championnat local | Championnat local | Championnat local | Championnat local | 32es de finale        |
| 1953      | 2e                 | 17e               | 13                | 16                | 5                 | 3                 | 8                 | 20                | 33                | -13               | 128es de finale       |
| 1954      | 2e Zone 1          | 12e               | 12                | 22                | 5                 | 2                 | 15                | 16                | 47                | -31               | Seizièmes de finale   |
| 1955      | 2e Zone 2          | 11e               | 25                | 30                | 8                 | 9                 | 13                | 24                | 41                | -17               | 32es de finale Q      |
| 1956      | 2e Zone 2          | 9e                | 33                | 34                | 12                | 9                 | 13                | 35                | 39                | -4                | —                     |
| 1957      | 2e Zone 3          | 5e                | 39                | 30                | 15                | 9                 | 6                 | 46                | 18                | +28               | Quarts de finale Q    |
| 1958      | 2e Zone 5          | 3e                | 43                | 30                | 18                | 7                 | 5                 | 52                | 22                | +30               | Huitièmes de finale Q |
| 1959      | 2e Zone 6          | 5e                | 31                | 26                | 13                | 5                 | 8                 | 41                | 31                | +10               | —                     |
| 1960      | 2e Russie 4        | 2e                | 40                | 28                | 17                | 6                 | 5                 | 53                | 27                | +26               | Seizièmes de finale   |
| 1961      | 2e Russie 5        | 5e                | 28                | 24                | 12                | 4                 | 8                 | 38                | 27                | +11               | Finale Q              |
| 1962      | 2e Russie 4        | 6e                | 35                | 30                | 13                | 9                 | 8                 | 49                | 33                | +16               | Finale Q              |
| 1963      | 3e Russie 4        | 6e                | 35                | 30                | 14                | 7                 | 9                 | 39                | 30                | +9                | Huitièmes de finale Q |
| 1964      | 3e Russie 2        | 6e                | 37                | 32                | 15                | 7                 | 10                | 41                | 38                | +3                | Huitièmes de finale Q |
| 1965      | 3e Russie 2        | 8e                | 41                | 36                | 15                | 11                | 10                | 44                | 34                | +10               | —                     |
| 1966      | 2e Groupe 3        | 16e               | 27                | 34                | 7                 | 13                | 14                | 25                | 37                | -12               | 64es de finale        |
| 1967      | 2e Groupe 3        | 17e               | 29                | 36                | 9                 | 11                | 16                | 20                | 37                | -17               | Huitièmes de finale   |
| 1968      | 2e Groupe 3        | 12e               | 39                | 40                | 11                | 17                | 12                | 30                | 37                | -7                | 128es de finale       |
| 1969      | 2e Groupe 2        | 20e               | 27                | 34                | 10                | 7                 | 17                | 29                | 32                | -3                | 64es de finale        |
| 1970      | 3e Zone 3          | 8e                | 47                | 42                | 17                | 13                | 12                | 49                | 37                | +12               | 32es de finale        |
| 1971      | 3e Zone 5          | 1er               | 54                | 34                | 23                | 8                 | 3                 | 61                | 24                | +37               | —                     |
| 1972      | 2e                 | 6e                | 44                | 38                | 14                | 16                | 8                 | 41                | 35                | +6                | 32es de finale        |
| 1973      | 2e                 | 11e               | 32                | 38                | 14                | 9                 | 15                | 50                | 52                | -2                | Seizièmes de finale   |
| 1974      | 2e                 | 10e               | 37                | 38                | 13                | 11                | 14                | 54                | 59                | -5                | 32es de finale        |
| 1975      | 2e                 | 17e               | 32                | 38                | 12                | 8                 | 18                | 35                | 50                | -15               | Huitièmes de finale   |
| 1976      | 2e                 | 6e                | 42                | 38                | 15                | 12                | 11                | 53                | 45                | +8                | Seizièmes de finale   |
| 1977      | 2e                 | 19e               | 24                | 38                | 7                 | 10                | 21                | 32                | 62                | -30               | 32es de finale        |
| 1978      | 3e Zone 4          | 1er               | 60                | 46                | 25                | 10                | 11                | 77                | 42                | +35               | —                     |
| 1979      | 2e                 | 20e               | 41                | 46                | 16                | 9                 | 21                | 45                | 56                | -11               | Phase de groupes      |
| 1980      | 3e Zone 2          | 2e                | 49                | 34                | 21                | 7                 | 6                 | 47                | 22                | +25               | Phase de groupes      |
| 1981      | 3e Zone 4          | 11e               | 30                | 32                | 11                | 8                 | 13                | 40                | 41                | -1                | —                     |
| 1982      | 3e Zone 2          | 5e                | 37                | 32                | 14                | 9                 | 9                 | 51                | 32                | +19               | —                     |
| 1983      | 3e Zone 2          | 7e                | 30                | 28                | 12                | 6                 | 10                | 36                | 27                | +9                | —                     |
| 1984      | 3e Zone 2          | 2e                | 46                | 32                | 18                | 10                | 4                 | 48                | 28                | +20               | —                     |
| 1985      | 3e Zone 2          | 1er               | 43                | 28                | 19                | 5                 | 4                 | 41                | 20                | +21               | —                     |
| 1986      | 3e Zone 2          | 3e                | 42                | 32                | 17                | 8                 | 7                 | 47                | 23                | +24               | 64es de finale        |
| 1987      | 3e Zone 2          | 1er               | 52                | 32                | 23                | 6                 | 3                 | 73                | 18                | +55               | 64es de finale        |
| 1988      | 2e                 | 21e               | 32                | 42                | 10                | 12                | 20                | 37                | 69                | -32               | 64es de finale        |
| 1989      | 3e Zone 2          | 5e                | 50                | 42                | 22                | 6                 | 14                | 63                | 35                | +28               | 32es de finale        |
| 1990      | 3e Centre          | 10e               | 44                | 42                | 15                | 14                | 13                | 68                | 45                | +23               | 64es de finale        |
| 1991      | 3e Centre          | 14e               | 38                | 42                | 14                | 12                | 16                | 58                | 53                | +5                | 32es de finale        |
| Saison    | Championnat        | Championnat       | Championnat       | Championnat       | Championnat       | Championnat       | Championnat       | Championnat       | Championnat       | Championnat       | Coupe de Russie       |
| Saison    | Division           | Pos               | Pts               | J                 | V                 | N                 | D                 | BP                | BC                | Diff              | Coupe de Russie       |
| 1992      | 2e Centre          | 3e                | 45                | 34                | 18                | 9                 | 7                 | 59                | 36                | +23               | —                     |
| 1993      | 2e Centre          | 4e                | 47                | 38                | 18                | 11                | 9                 | 93                | 50                | +43               | 32es de finale        |
| 1994      | 2e                 | 21e               | 27                | 42                | 11                | 5                 | 26                | 46                | 81                | -35               | 128es de finale       |
| 1995      | 3e Centre          | 21e               | 31                | 40                | 8                 | 7                 | 25                | 41                | 77                | -36               | 32es de finale        |
| 1995      | 3e Centre          | 21e               | 31                | 40                | 8                 | 7                 | 25                | 41                | 77                | -36               | 256es de finale       |
| 1996-2017 | Club inactif       | Club inactif      | Club inactif      | Club inactif      | Club inactif      | Club inactif      | Club inactif      | Club inactif      | Club inactif      | Club inactif      | Club inactif          |
| 2018-2019 | 3e Oural-Privoljié | 6e                | 37                | 25                | 10                | 7                 | 8                 | 39                | 34                | +5                | 128es de finale       |
| 2019-2020 | 3e Oural-Privoljié | 6e                | 22                | 17                | 6                 | 4                 | 7                 | 20                | 20                | 0                 | 64es de finale        |
| 2020-2021 | 3e Groupe 4        | 6e                | 55                | 28                | 17                | 4                 | 7                 | 54                | 29                | +25               | Phase de groupes      |
| 2021-2022 | 3e Groupe 4        | 4e                | 52                | 28                | 16                | 4                 | 8                 | 52                | 28                | +24               | 128es de finale       |

## Personnalités du club

### Entraîneurs
La liste suivante présente les différents entraîneurs du club depuis 1945.
- Piotr Parovychnikov (1945)
- Nikolaï Rodionov (janvier 1946-juillet 1946)
- Mikhaïl Tchourkine (août 1946-1947)
- Vladimir Ichtchenko (1948-1953)
- Aleksandr Zagretski (1954)
- Aleksandr Rogov (1955-juillet 1961)
- Alekseï Iablotchkine (juillet 1961-1962)
- Aleksandr Rogov (1963-juillet 1967)
- Nikolaï Samarine (août 1967-1976)
- Arseni Naïdionov (janvier 1977-juin 1977)
- Nikolaï Glebov (juin 1977-décembre 1977)
- Iouri Diatchenko (1978-juillet 1980)
- Aleksandr Rogov (juillet 1980-décembre 1980)
- Guennadi Bondarenko (décembre 1980-septembre 1982)
- Viktor Slessarev (1983-septembre 1994)
- Anatoli Iedine (septembre 1994-décembre 1994)
- Viktor Zviaguine (1995)
- Konstantin Paramonov (juin 2018-décembre 2019)
- Roustem Khouzine (janvier 2020-juin 2021)
- Konstantin Paramonov (juillet 2021-septembre 2021)
- Valeri Petrakov (septembre 2021-juin 2022)

### Joueurs notables
- Genrich Fiedosov (1950-1953)
- Aleksandr Markine (1971-1974)
- Pavel Sadyrine (1959-1964)
- Andreï Zazroïev (1946-1947)
- Sergueï Oborine (1978-1988, 1992)
- Konstantin Paramonov (1991-1995)

## Identité visuelle

Ancien logo.
Logo actuel.